# Johannes Spilberg
Johannes Spilberg (30. dubna 1619, Düsseldorf - 10. srpna 1690, Düsseldorf) byl německý barokní malíř aktivní v Amsterdamu během zlatého věku nizozemského malířství.

## Život
Malířství se učil od svého otce, který maloval olejem a malbě na sklo. Později byl otcem poslán do Antwerp, aby studoval pod Rubensem.Když po cestě zaslechl, že Rubens zemřel, usadil se v Amsterdamu, kde se na sedm let stal učněm Goverta Flincka (Rembrandtův student). V roce 1649 se oženil s Marrite Gerrits, se kterou měl dceru Adrianu. Pracoval jako rodinný malíř Jana Viléma Falckého.

## Galerie

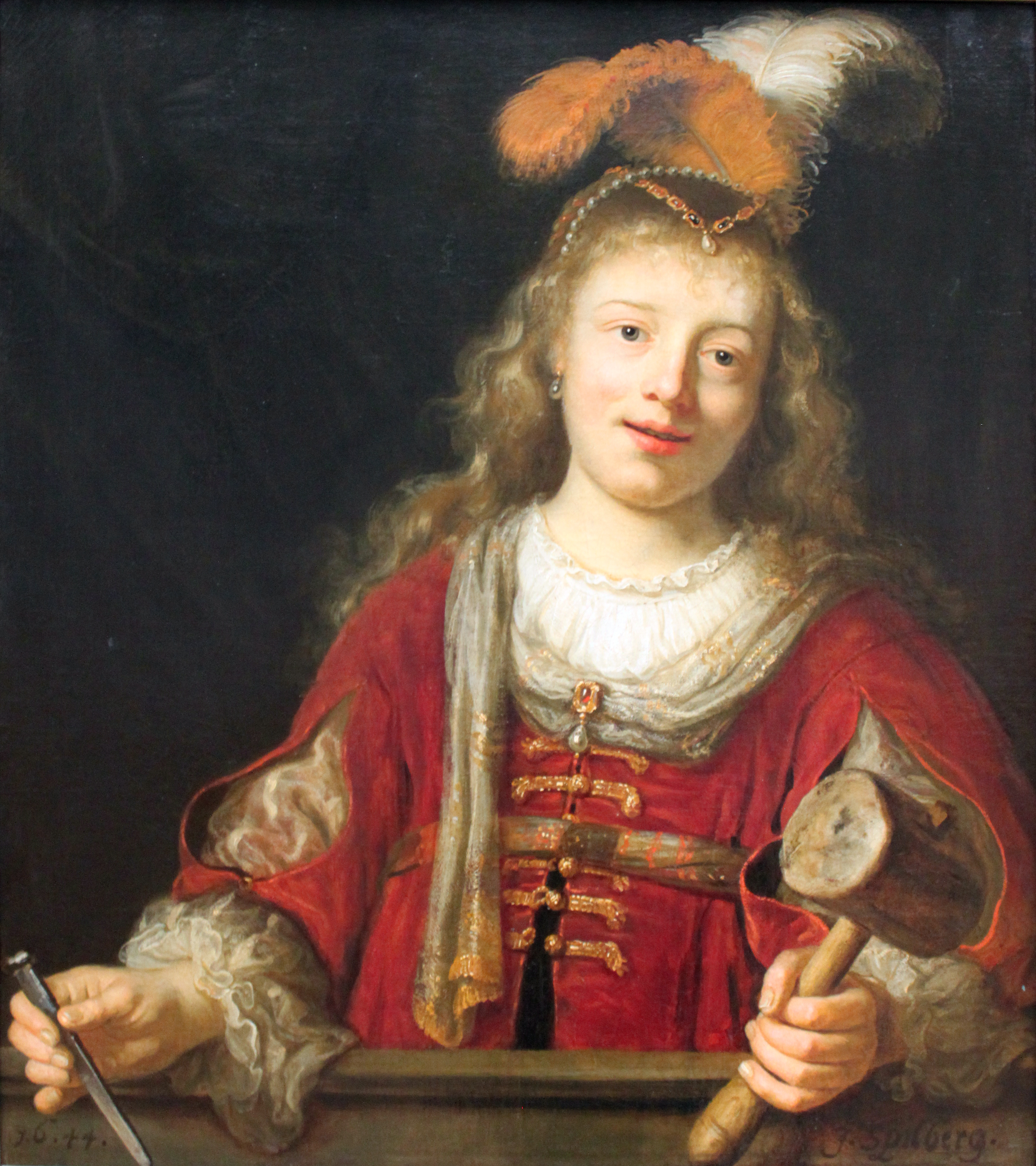
Jaël (1644)
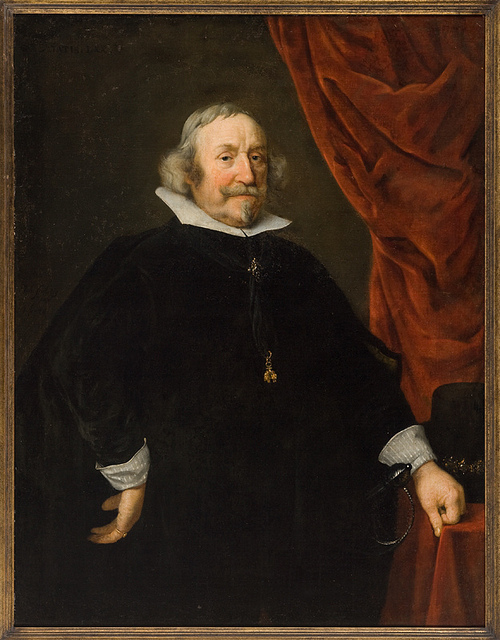
Wolfgang Vilém Neuburský (1648)